# Jeanne Coroller-Danio
 (septembre 2017).
Jeanne Coroller, ou C. Danio pour Coroller Danio, née le 25 mai 1892 à Mordelles et morte le 13 juillet 1944 dans la forêt de La Hardouinais à Merdrignac, est une militante catholique régionaliste et autonomiste bretonne et une femme de lettres.
Son principal nom d'auteur était C. Danio, elle signait C. Danio (voir liste de ses principaux ouvrages), Jeanne de Coatgourc'han, Gilles Gautrel et Gilesse Penguilly.

## Biographie

### Origine
Son père est un écrivain de langue bretonne, Eugène Coroller (1857-1923), plus connu sous le pseudonyme de Gweltaz. Ce grand ami de Théodore Hersart de la Villemarqué est un descendant du colonel Coroller, membre de l’état-major de Georges Cadoudal, Il est aussi le fondateur de "Feiz ha Breiz" et le président du "Breuriez ar Brezonnek". Bretonne également, sa mère est Pauline de Farcy de Beaumont (1858-1932).
Née à Mordelles en 1892, Jeanne Coroller épouse le 19 février 1924 à Trédaniel, René Chassin du Guerny (veuf en premières noces de Cécile Loir-Mongazon) et lui donnera sept enfants dont Rozenn (1958), mariée en 1939 avec Yves Chevillotte, François, Armelle, mariée en 1960 avec Yves Chevillotte(fils de Olivier (Olier) Chevillotte du PNB, et frère de Michel Chevillotte membre du Bezen Perrot), Marie-Hélène, Yvonne-Jeanne (Vonig) et Yannick marié en 1958 avec Geneviève de Méric de Bellefon.

### Œuvre romanesque et historique de langue bretonne
Elle est un auteur de jeunesse de grand talent. Elle est aussi une catholique fervente.
Dès 1922, elle publie une Histoire de notre Bretagne illustrée dans sa première édition par Jeanne Malivel (1895-1926) qui au vu de l'autonomisme revendiqué par l'ouvrage alors qu'elle-même s'était toujours revendiquée régionaliste, interdira fermement toute utilisation de ses bois gravés pour la réédition. En 1929, elle publie sous forme scénique Le Mystère de Bretagne, qui sera représenté, dans la version bretonne de l'abbé Perrot, au Bleun-Brug de Douarnenez devant près de 10 000 personnes. En 1940, elle participe à la revue pour enfants Ôlolé d'Herry Caouissin, où elle publie Les loups de Coatmenez (1941), suivi peu après de sa suite La croisade des Loups (1943) tous les deux illustrés par Étienne Le Rallic.
On lui doit aussi une Histoire de ma Bretagne et de nombreux autres textes historiques. Elle publie son œuvre sous divers pseudonymes : C. Danio, Jeanne de Coatgourc'han, Gilles Gautrel et Gilesse Penguilly.

### Son collaborationnisme breton
En août 1943, son château accueille le Kadervenn de Neven Henaff. Yann Fournis, dans sa thèse sur le Bezen Perrot, affirme que le cantonnement des Bagadoù stourm fut organisé chez elle en 1943 à Caulnes.
Ronan Caouissin mentionne sa présence dans une réunion politique, le 20 mai 1944 :
« À la réunion de la rue le Bastard, Mabinog, adjoint de Lainé, avait groupé une trentaine d'opiniâtres. Le néo-païen Pol Le Reste y côtoyait les très catholiques Marc Le Berre, Olier Chevillotte, Jeanne du Guerny ainsi que le protestant Marcel Guieysse. »

### Sa mort le 13 juillet 1944
En mars 1944, Christian Le Mintier de La Motte-Basse, capitaine de vaisseau, est mis en retraite à sa demande. Il vient s'installer au château de la Motte-Basse au Gouray, propriété de son frère Godefroy Le Mintier de La Motte-Basse. Pour accélérer le retour de ses 4 fils vivant alors chez une tante dans la Creuse, il accepte l'aide de sa voisine de Penguily, Jeanne Coroller, proche sympathisante du PNB, qui l'accompagne à la Kommandantur de Lamballe pour obtenir des laissez-passer. Selon les sources, il n'aurait pas été pour la collaboration, mais d'autres considèrent qu'il avait des liens étroits avec le PNB. Ce qui est sûr, c'est qu'il exprime régulièrement son amertume vis-à-vis des Anglais pour avoir vécu l'attaque de Mers el-Kébir. Il commandait en effet le contre-torpilleur Lynx et a protégé, avec sang-froid et détermination, la sortie du cuirassé Strasbourg.
Les troupes allemandes font face à l'organisation de maquis dans le secteur du Gouray. Menacés d'encerclement, les maquisards de Lamballe du Bataillon Gilles commandé par le commandant Gilles (René Billaud) ont évacué leur maquis des Petites Rosaies à La Malhoure le 21 juin 1944 pour le Nid Rouge au Gouray. Menacés de nouveau par un ratissage allemand, ils se replient à La Boulaye, dans la forêt du Boquen, au Gouray. Le 29 juin 1944, les Allemands fouillent Le Gouray à la recherche des maquisards. Pourchassés en territoire mal connu, manquant d'armes, les maquisards ont le moral en berne et risquent l'anéantissement. Ils repartent le jour-même à 18 heures vers Le Mené en passant de nuit par Saint-Jacut-du-Mené. Ils trouvent refuge dans une grange isolée à 600 mètres de la route à 500 mètres de la ferme du Plat. Le 30 juin 1944, le commandant Gilles annonce la dispersion temporaire du maquis.
Fin juin 1944, le groupe de maquisards et de SAS du lieutenant Fauquet s'installe à son tour au Nid Rouge au Gouray. Ils sont également attaqués par les Allemands et doivent décrocher. Certains partent vers la ferme des Salles à Hénon où ils sont attaqués, capturés puis fusillés (groupe du lieutenant Fauquet). Un autre groupe crée le maquis de Seilla à Saint-Gilles-du-Mené (groupe du sergent Morand).
Un nouveau maquis s'installe début juillet dans la forêt de Boquen, au Nid Rouge (Gouray), aidé par les parachutistes SAS hébergés de temps en temps depuis juin 1944 chez Julia Gouin, épouse Baratoux. Dénoncé, le maquis de Boquen doit évacuer le 9 juillet 1944, tout d'abord près du château de La Rohée au Gouray. Les 8 et 9 juillet, cinq personnes sont arrêtées au Gouray par les Allemands, notamment Julia Gouin, épouse Baratoux, torturée ensuite à l'école primaire d'Uzel. La plupart des maquisards partent ensuite au maquis de la forêt de La Hardouinais à Merdrignac. Quelques autres créent le 14 juillet 1944 le maquis de Bourgneuf à Sévignac. Une ou plusieurs personnes du Gouray dénonce la famille Le Mintier de La Motte-Basse comme responsable de ces dénonciations répétées au Gouray. Ces personnes interprètent diverses informations pas toujours très fiables .
Une trentaine de maquisards arrive au château, vers 22 h, le 11 juillet 1944. Trois d'entre eux trouvent les habitants rassemblés dans la cuisine et emmènent dehors, sous la menace de leurs armes, Christian Le Mintier de La Motte-Basse, son épouse Henriette Aymer de La Chevalerie (qui aurait été vue à plusieurs reprises se promenant près du lieu de stationnement du maquis), leur bonne alsacienne Gertrude Baumgarten, et Alberte Le Mintier de La Motte-Basse, épouse de Pétigny de Saint-Romainc,. Ils sont emmenés et enfermés au presbytère du Gouray.
Le lendemain 12 juillet vers 10 h, deux hommes armés viennent au domicile de Jeanne Coroller, au château de La Saudraie, à Penguily, pour lui réquisitionner son automobile, ce qu'elle accepte. Elle se rend à pied, dans l'après-midi, au Gouray avec son fils, François Chassin du Guerny ,, proche sympathisante du PNB, elle est aussi arrêtée avec son fils.
Tous les captifs sont emmenés dans la forêt de La Hardouinais, à Merdrignac, sauf la bonne, emmenée à Seilla à Saint-Gilles-du-Mené, par Michel Carrier et deux parachutistes S.A.S. des Forces Française Libres pour être « jugés » (sauf François Chassin du Guerny, épargné), par un « tribunal militaire du maquis de Boquen », dont les deux parachutistes. Il s'agit des parachutistes de Forces Française Libres André Coquette et Francis Serville ; Michel Carrier est membre du maquis FTPF de Seilla, à Saint-Gilles-du-Mené. Après un interrogatoire de plusieurs heures, ils sont condamnés à mort .
Christian Le Mintier de La Motte-Basse, son épouse Henriette Aymer de La Chevalerie, sa sœur Alberte Le Mintier de La Motte-Basse, épouse de Pétigny de Saint-Romain et Jeanne Coroller épouse Chassin du Guerny sont tués par balle dans la tête, d'après le médecin qui examine les corps après leur découverte,,. Les corps sont enterrés dans une fosse commune faite dans un taillis, à La Fenderie, dans la forêt de La Hardouinais, et retrouvés le 26 juillet 1944 à 14 heures. L'acte de découverte des corps est dressé le 30 juillet 1944 à Merdrignac. Les corps sont déposés dans un premier temps à la mairie de Merdrignac et identifiés par André Mirchier avant d'être amenés au caveau familial du château de La Motte-Basse, au Gouray, pour inhumation. Les membres de la famille Le Mintier de La Motte-Basse sont reconnus seulement en 1964 « Morts pour la France » au titre de victimes civiles , et inscrits au Monument aux Morts du Gouray  sans autre mention que leurs noms.
Jeanne Coroller a été également exécutée le 13 juillet 1944, son corps a été retrouvé que le 26 juillet , treize jours plus tard, et identifié par son frère Yves Coroller. Elle est inhumée dans un premier temps au cimetière communal de Merdrignac le 28 juillet et quelques mois plus tard au cimetière de Penguily, puis transférée ailleurs.
Gertrude Baumgarten est emmenée directement au maquis de Seilla à Saint-Gilles-du-Mené. Dans le bois de Bosseny à Saint-Gilles-du-Mené, elle est tuée sans jugement, le 24 juillet 1944, d'une balle de pistolet dans la tête. Enroulé dans un drap, son corps est retrouvé dans le bois, le 7 août 1944, et enterré dans une fosse sous un taillis. Le corps est ensuite inhumé dans l'ancien cimetière de la commune situé autour de l'église. Dans les années 1970, le cimetière est transféré à son emplacement actuel et la tombe de Gertrude Baumgarten est supprimée. L'acte de décès est dressé le 13 janvier 1945 à Saint-Gilles-du-Mené.

### La recherche des responsables des exécutions

#### Plainte de la famille Le Mintier
Après la Libération, la famille Le Mintier de La Motte-Basse multiplie les requêtes en Justice. Recueillant des rumeurs, Godefroy Le Mintier de La Motte-Basse, frère de Christian Le Mintier de La Motte-Basse, affirme que ce sont les maquisards de Seilla, à Saint-Gilles-du-Mené, commandés par un dénommé Mimile, qui ont enlevé ces personnes. Il affirme également que, le maquis en forêt de La Hardouinais étant supposé sous surveillance allemande, les meurtres auraient été réalisés par René Baubry et Rogard, de la bande à Mimile, à coups de barre de fer. Le 19 mai 1954, la Cour d'Appel de Rennes déclare que les faits incriminés ont été commis dans le service au sens de l'article 2§4 du Code de Justice Militaire et qu'il n'est nullement établi que les Résistants aient pu avoir pour mobile une cause étrangère aux nécessités des opérations d'attaque ou de défense imposée aux groupes de combat et qu'il revenait aux chefs de groupe l'initiative de prendre les mesures urgentes dans l'intérêt de la défense commune, et cette Cour d'Appel condamne les parties civiles à verser, à titre de dommages et intérêts, un franc symbolique aux Résistants.

#### Reconstitution des faits
Deux maquis existent en juillet 1944 à Saint-Gilles-du-Mené. Le premier s'est formé en juin 1944 à La Douve, à l'est de la commune, où se trouve la ferme de la famille Sagory. Le père Jean Sagory est décédé lors de la campagne de 1939-1940. Ce maquis regroupe quelques maquisards qui ont fui la ferme de Créneleuc à Laurenan (autour de Roger Peltier, alias Bouboule) et le groupe F.T.P. Bleiz-Mor commandé par Eugène Le Rhun (alias Mimile), basé à Plouguenast. Pisté par la police, l'armée allemande et la Gestapo, le groupe Bleiz-Mor doit fuir et rejoint le maquis de La Douve à Saint-Gilles-du-Mené. Ce maquis regroupe une trentaine d'hommes et de femmes,.
À l'ouest de la commune de Saint-Gilles-du-Mené, une maison non habitée du Seilla, aux Rochers, sert de lieu de rencontre entre messagers des maquis. Fin juin 1944, le maquis du Nid Rouge dans la forêt du Boquen au Gouray est attaqué par les Allemands. Aux côtés des maquisards se trouvent des parachutistes S.A.S. largués en juin 1944 pour aider les résistants. Certains ont participé à la création de la base Samwest de Duault attaquée par les Allemands et dispersée.
Après l'attaque au Nid Rouge fin juin 1944, les maquisards se dispersent en deux groupes : l'un avec les S.A.S. Fauquet, Fadda et Bidault part direction la ferme des Salles à Hénon, l'autre avec les S.A.S. Franz Nedelko alias Francis Morand, André Coquette et Francis Serville, direction Le Fresne à Plessala puis finalement le Seilla à Saint-Gilles-du-Mené. Une rencontre a lieu entre Eugène Le Rhun, dit Mimile, du maquis de La Douve et le sergent-chef Franz Nedelko, alias Francis Morand. Eugène Le Rhun, alias Mimile, prétend que par la suite, les deux maquis n'ont plus de contact. Divers témoignages ne confirment pas cette déclaration.
Le maquis de Seilla se compose de trois parachutistes S.A.S. : le sergent Franz Nedelko alias Francis Morand, le caporal-chef André Coquette et le soldat Francis Serville, et des maquisards Roger Jerichenson, alias Lucien Lagrée, Louis Lecomte, Jean-Louis Delourmel (sous-lieutenant), Jean-Marie Connan, Étienne Carrier, Michel Carrier, Jacques Chesneau et Lucien Lecomte.
Le maquis de Seilla et celui de La Douve se croisent puisqu'ils se trouvent sur le même secteur. Ils sont liés aux autres maquis du secteur notamment celui de La Hardouinais en attente d'un parachutage.
Des dénonciations ont lieu sur le secteur du Gouray (22) en juin et juillet 1944 qui entraînent plusieurs arrestations. Les résistants du secteur cherchent le ou les responsables. Leurs soupçons se portent sur la famille Le Mintier de La Motte-Basse. Cela entraîne les arrestations des 11 et 12 juillet par des résistants de Le Gouray en accord avec les S.A.S..
Les interpellés ont été emmenés dans la forêt de La Hardouinais, à Merdrignac, par Michel Carrier et deux parachutistes S.A.S. (André Coquette et Francis Serville, des Forces Françaises Libres) membre du maquis F.T.P.F. de Seilla à Saint-Gilles-du-Mené, pour être jugés par un tribunal improvisé du maquis de Boquen, avec des hommes en uniforme, dont les deux parachutistes. Après un interrogatoire de plusieurs heures, ils sont déclarés coupables et exécutés. La bonne alsacienne, Gertrude Baumgarten, est emmenée au Seilla où elle est employée pour la cuisine. Elle refuserait de devenir la maîtresse de Franz Nedelko, alias Francis Morand, qui la remet à Mimile. Ce dernier l'aurait faite exécutée le .24 juillet 1944.

#### Les représailles allemandes
À la suite de la découverte des corps de la famille Le Mintier ("de leurs agents français"), les Allemands auraient intensifié leurs patrouilles dans le secteur . Dans la nuit du 27 au 28 juillet 1944, Franz Nedelko, alias Francis Morand, envoie Étienne Carrier et Roger Jerichenson, alias Lucien Lagrée, en mission. Quant à lui, il prend une permission avec Lucien Lecomte et quitte le maquis. Les deux maquisards, partis en mission avec la traction du maquis, tombent en panne et sont arrêtés par une colonne allemande, vers 2 heures, à La Louvière à Plumaudan. Torturé à la Feldkkommandantur de Dinan, Étienne Carrier reste silencieux. Il est très probablement fusillé peu après ou déporté lors du dernier convoi, mais son corps n'a jamais été retrouvé. Roger Jerichenson craque sous la torture et livre ses camarades.
Le maquis du Seilla est attaqué à 6 heures du matin par la Gestapo et les S.S. de Dinan guidés par Roger Jerichenson. Tous les maquisards présents sont tués ainsi que les parachutistes S.A.S. ,et l'agent de liaison en mission, Odette Tort, du maquis de Plouasne, qui passe la nuit à Seilla.

#### Les suites judiciaires
Absent lors du massacre du maquis du Seilla, Franz Nedelko, alias Francis Morand, survit, mais il ne pourra jamais être interrogé, car il est abattu le 22 août à Lesneven par un soldat américain ivre.
Lucien Lecomte poursuit la lutte en combattant avec les F.F.I. de Plémet mais n'a apparemment rien dit.
Quant à Roger Jerichenson, alias Lucien Lagrée, qui était prisonnier des Allemands, il est libéré par les Américains vers le 6 août 1944 (Libération de Dinan). Mais, il est arrêté à nouveau après la Libération, puis condamné à cinq ans de travaux forcés par un tribunal militaire de Rennes, en raison de sa dénonciation sous la torture du maquis du Seilla.
La mort des civils arrêtés le 12 juillet 1944 implique en fait divers groupes de résistants : le maquis de Seilla, le maquis de La Douve et le maquis de La Hardouinais. Unité combattante, le maquis de La Douve perd trois hommes lors des combats pour la libération de Merdrignac : Jean Pierre Génevisse, Pierre Guéguen et Albert Leguern.
Cela n'empêche que Mimile et sa bande, ont marqué les mémoires dans Le Mené par leur brutalité (exécutions, intimidations, réquisitions...). Les membres du groupe ont pour certains rejoint les formations militaires issues des F.F.I. et intégrées à l'armée. C'était le cas d'Eugène Le Rhun, alias Mimile, qui prenait le grade de capitaine, et qui est finalement arrêté, interrogé et incarcéré à Saint-Brieuc, mais il trouve la possibilité de s'évader avant son jugement. Interrogé de nouveau en 1952 par la Gendarmerie concernant en particulier l'assassinat de Gertrude Baumgarten, Mimile nie toute responsabilité de sa part ainsi que de celle des membres du maquis de La Douve dans les enlèvements des 11 et 12 juillet 1944 et les exécutions qui ont suivi. Plusieurs exécutions sont imputables au maquis de La Douve. Deux sont reconnues par Eugène Le Rhun, alias Mimile. Tout d'abord celui d'Annie Gelly née en 1920. Venue se reposer pour des raisons médicales à Saint-Gouéno, la jeune femme est dénoncée par une habitante comme étant une espionne. En effet, elle prend en juillet 1944 des photos des trois parachutistes S.A.S. du maquis de Seilla lorsqu'ils viennent au bourg en uniforme pour les obsèques d'un habitant. Elle est arrêtée par des maquisards de La Douve le 27 juillet 1944 à Saint-Gouéno. Interrogée, elle avoue sa culpabilité et des liens avec le lieutenant Müller de la Feldgendarmerie de Saint-Brieuc. Elle est tuée le 28 juillet 1944, après une tentative de fuite, jour de l'attaque du maquis de Seilla dont on l'estime responsable. C'est un maquisard, boucher de son métier, qui la tue de 2 coups de poignard (au ventre et au sein gauche), sans doute pour éviter d'attirer d'éventuels soldats allemands encore présents dans le secteur. Elle est sommairement enterrée sur place, à l'angle d'un champ aux Épinettes à Saint-Unay à Laurenan. Le corps est découvert le 21 août 1944, exhumé le 24 août 1944, pour être inhumé au cimetière communal où plus aucune tombe ne porte son nom,.La seconde exécution concerne Jean Thomas, né en 1925, serrurier domicilié 210 rue de Nantes à Rennes. Après la Libération, il se promène au bourg de Plessala d'un café à un autre. Il manie deux revolvers qu'il dépose sur les tables en disant qu'il est à la recherche d'un groupe de F.F.I. car ses camarades ont été arrêtés. Trois maquisards F.T.P. de La Douve, venus se ravitailler en voiture chez le boulanger de Plessala, sont prévenus (le capitaine Eugène Le Rhun alias Mimile, Roger Peltier alias Bouboule et Alexis Hamon alias Francis). Ils arrêtent le personnage qui les suit sans protestations. Il est désarmé et conduit en voiture au maquis. Il est rapidement reconnu par René Baudry. Ce dernier l'a en effet vu en tenue de milicien lorsqu'il était incarcéré à Rennes. Fouillé, il est trouvé en possession d'une fiche de paie de la Milice. Il reconnaît les faits et est « condamné à mort » par les responsables du maquis. Conformément à sa demande, il passe sa dernière nuit en prière auprès de l'abbé Poilbout, alors curé de Saint-Gilles-du-Mené. Accompagné du prêtre, il est conduit, le 9 août 1944, au Pont du Gros Chêne, à Saint-Gilles-du-Mené, et abattu de 2 balles dans la tête vers 9 heures. Son corps est découvert le jour même, dans l'après-midi, dans une fosse, dans une prairie du Pont du Gros Chêne, à Saint-Gilles-du-Mené, à 60 mètres de la RN 792. Son identité n'est pas connue dans un premier temps. Son acte de décès est dressé le 7 mai 1945 à Saint-Gilles-du-Mené, sur la déclaration de son père. Cette exécution est jugée par le Tribunal Permanent des Forces Armées à Paris et se termine par un non-lieu pour le capitaine Eugène Le Rhun,.

## Œuvres
- C. Danio, Yann-Vari Perrot, Le Mystère de Bretagne Pe war roudou hon Tadou - Pez burzudus e tisklaerier ennan eun diverra eus istor hor breiz, R. Durand, 1921, et Staed-Kastel, Brest, 1929.
- C. Danio, La route au but lointain, Saint-Brieuc, O.L. Aubert, 1927.
- Histoire de notre Bretagne, L'Enseigne de l'hermine - Dinard, 1922, l'Enseigne de l'hermine - Dinard, Impr. de Bretagne à Rennes, 1932 (avec ill. de René-Yves Creston et Jeanne Malivel), Enseigne de l'Hermine - Dinard 1938, éd. Elor, Saint-Vincent-sur-Oust. Cet ouvrage est réédité en 1997, Éditions Élor, avec comme nom d'auteur de réédition Jeanne Coroller-Danio (C. Danio était son nom de plume original) et Jeanne Malivel, une introduction de Herry Caouissin et une préface de Fransez Vallée.
- Le trésor des douze, Quimper, Nouvelles Éditions Bretonnes, collection 'Pâques", 1935 (sous le pseudonyme de Gilles Gautrel) roman policier. C'est un roman de politique-fiction qui met en scène des nationalistes bretons luttant pour l'indépendance de la Bretagne (but atteint à la fin du livre).
- C. Danio, Histoire de Bretagne pour tous. Éditions du Parti national breton - Rennes, Imprimerie Centrale de Rennes. 1942 (ill.de Xavier Haas)
- Les loups de Coatmenez et La croisade des Loups. Ils furent publiés pour la première fois respectivement en 1941 et 1943, en différents épisodes, dans l'hebdomadaire 'Olôlé'. Une réédition de cet ouvrage a été effectuée en 1995 par les éditions BSI-Elor. Il s’agit d’une version expurgée de celles de 1942 et 1963 (date peu plausible? 1943 ?), comprenant de multiples allusions antisémites. Dans cette aventure, les voleurs sont deux juifs, Isaac et Jacob « dont l’accent est étranger (…) et le nez n’est pas chrétien » (Ololê, 19 janvier 1941, p. 2 et édition 1963, p. 10). L’édition de 1963 a systématiquement fait disparaître le mot youpin remplacé par voleur.
- Histoire de ma Bretagne illustrée par Étienne Le Rallic